# 世界の警察官
世界の警察官（せかいのけいさつかん、英語: Global policeman）は、世界的な覇権や超大国を目指したり主張したりする国家を表す非公式な単語である。初めはイギリス、1945年以来はアメリカ合衆国に対して使われている。それにもかかわらず、「覇権国家」と「世界の警察官」という2つの用語の意味は同じではない。前者の用語は、地球上のどこでも優勢な支配権のための能力を定義しているのに対し、後者の用語は、監視と強制の試みに加えて、支配圏外の小さな、あるいは大きな領域を含むことがあるが、いかなる有効性のレベルも定義していない。
中国は航路を支配し、海外の労働者や権益を保護しようとしているため、その役割を引き継ぐのではないかという推論がある。

## 国際法上
「世界の警察官」という地位について正式に認めたものはいない。理論的には、国際法上全ての国は平等であり、国家の間にいかなる支配権も適用されない 対等なものは対等なものに対して支配権を持たないという原則が適用されるが、現実には、いくつかの国は他の国よりも相対的に強力である。国家は「不滅」であり、起訴することはできない。

## 国家の政策との比較
国内では、法律が権力を抑制および制限しているが、国家間では逆になる。
警察による規制のピールの原則は、公衆の同意を得て、最小限の武力の行使と抑制を伴って、犯罪を防止し、治安を維持し、法律を守る義務、公平に振る舞い、司法権を侵害しないことを含む。後者の基準には無罪推定の原則を必要とする。警察の採用と昇進の候補者は実績によって任命されるが、「世界の警察官」はより良いものを求めて自己任命される。
国内では暴力の独占が標準的な状況となっている。警察は武器を携帯しているかもしれないが、それ以外に所持している人はほとんどいない (例外的なアメリカの状況は、チャールズ・レーンにそれが「本当に国なのか」 と尋ねさせた)。国際的には、「世界の警察官」は200か国の中の一つの重武装国家にすぎない。
利己的で拡張主義的な国家に「世界の警察官」の役割を与えることは、利益相反を意味する。国家は最大限の力で戦争を遂行する。武器販売を行い、同盟を形成し、その結果として公平性を欠く。

## 歴史
イギリスは西アフリカ艦隊を通じて奴隷貿易を終わらせる努力をした。1827年、イギリスはフランス、ロシアと共同でギリシャ独立戦争に介入し、ナヴァリノの海戦でトルコ艦隊を撃破した。1854年、イギリスはフランスと共に、ロシアがオスマン帝国を滅ぼすのを防いだ。ロシアはモルダヴィアとワラキアから撤退し、セヴァストポリはクリミア戦争で包囲された。
1914年から1945年にかけて、イギリスの力が低下して覇権国家は存在しなかったが、その世界的な役割は依然として非常に主導的であり、アメリカ、大日本帝国、後にナチス・ドイツ、ソビエト連邦のような列強が台頭してきた。
多極体制と責任の拡散の時代に、ファシスト独裁者が台頭し、ヨーロッパは二度の世界大戦に突入した。リチャード・エヴァンスによると、権威主義的なドイツによる民主主義的なイギリスへの当時の挑戦は、権威主義的な中国による民主主義的なアメリカへの現代の挑戦と比較可能だという。
1945年から1990年までの冷戦として知られる時代には、世界の貿易はソ連とアメリカによって支配されていた。
1947年のトルーマン・ドクトリンは、反共同盟国への支援を約束した。「中立の権利は廃止された...それは、世界の警察官としてのアメリカの役割の始まりを示した、積極的な平時政策の時代だった。」冷戦の終結以来、「敵は共産主義ではなくテロリズムである」。しかし、1993年のソマリアでの悲惨な介入の後、米国はボスニアとルワンダでの人道的介入に関与することに消極的だった。
アメリカ主導の2003年イラク攻撃は、公式には大量破壊兵器を発見するための警察任務であるが、米国の地方基地や石油供給、主要同盟国の忠誠心などを確保する必要性など、非倫理的な動機を違法に覆い隠しているとして非難されている。
それ以来、イラク、リビア、シリアでのアメリカの海外介入と不安定化の正当性について、深刻な疑問が提起されている。21世紀に入り、介入が起きた国々による自決能力の喪失が避けられない中で、世界の警察活動自体の倫理性がますます問われている。さらに、世界の安全保障に対する非国家型の脅威の出現に伴い、一般的な「戦時国際法」のような事前の法的正当化はその管轄権に疑問の余地がある。
2013年9月10日には、シリア内戦についての演説でバラク・オバマ大統領は「米国は世界の警察官ではない」と述べた。